# Look Ma, No Brains!
"Look Ma, No Brains!" é uma canção da banda de rock americana Green Day, lançada em 2 de novembro de 2023 como single do décimo quarto álbum de estúdio da banda, Saviors (2024). Um videoclipe foi lançado junto com o single em 2 de novembro de 2023. A música foi lançada originalmente em vinil junto com o primeiro single, "The American Dream Is Killing Me", em 24 de outubro de 2023.

## Antecedentes e composição
"Look Ma, No Brains!" foi originalmente lançado junto com o primeiro single, "The American Dream Is Killing Me", em um vinil de 7 polegadas. Não foi lançado oficialmente digitalmente ou para streaming até 2 de novembro, quando foi lançado como single, junto com um videoclipe. A banda anunciou em suas redes sociais que "Look Ma, No Brains!" seria a próxima música que eles lançariam em 27 de outubro.
Considerada um retorno às raízes punk da banda, os críticos descreveram a música como uma música punk rock curta e rápida, em contraste com seu álbum anterior, Father of All Motherfuckers.

## Lista de faixas
Todas as letras escritas por Billie Joe Armstrong, todas as músicas compostas por Green Day.
| N.º | Título                | Duração |  |
| 1.  | "Look Ma, No Brains!" | 2:03    |  |

Vinil de 7 polegadas
| Lado A |                                    |         |  |
| N.º    | Título                             | Duração |  |
| 1.     | "The American Dream Is Killing Me" | 3:06    |  |

| Lado B |                       |         |  |
| N.º    | Título                | Duração |  |
| 1.     | "Look Ma, No Brains!" | 2:03    |  |

## Créditos
Green Day
- Billie Joe Armstrong – guitarra, vocal principal
- Mike Dirnt – baixo, vocal de apoio
- Tré Cool – bateria, percussão

Produção
- Rob Cavallo – produtor
- Chris Lord-Alge – mixagem